# جسر ميناء سيدني
هاربر بريدج (بالإنجليزية Harbour Bridge) هو جسر مقوس معدني يسمح بعبور السيارات وجميع وسائل النقل، يربط وسط مدينة سيدني بشاطئها الشمالي. المنظر الجمالي للجسر وقربه من دار الأوبرا جعلت منهما رمزين سياحيين شهيرين لمدينة سيدني خصوصاً وأستراليا بشكل عام.

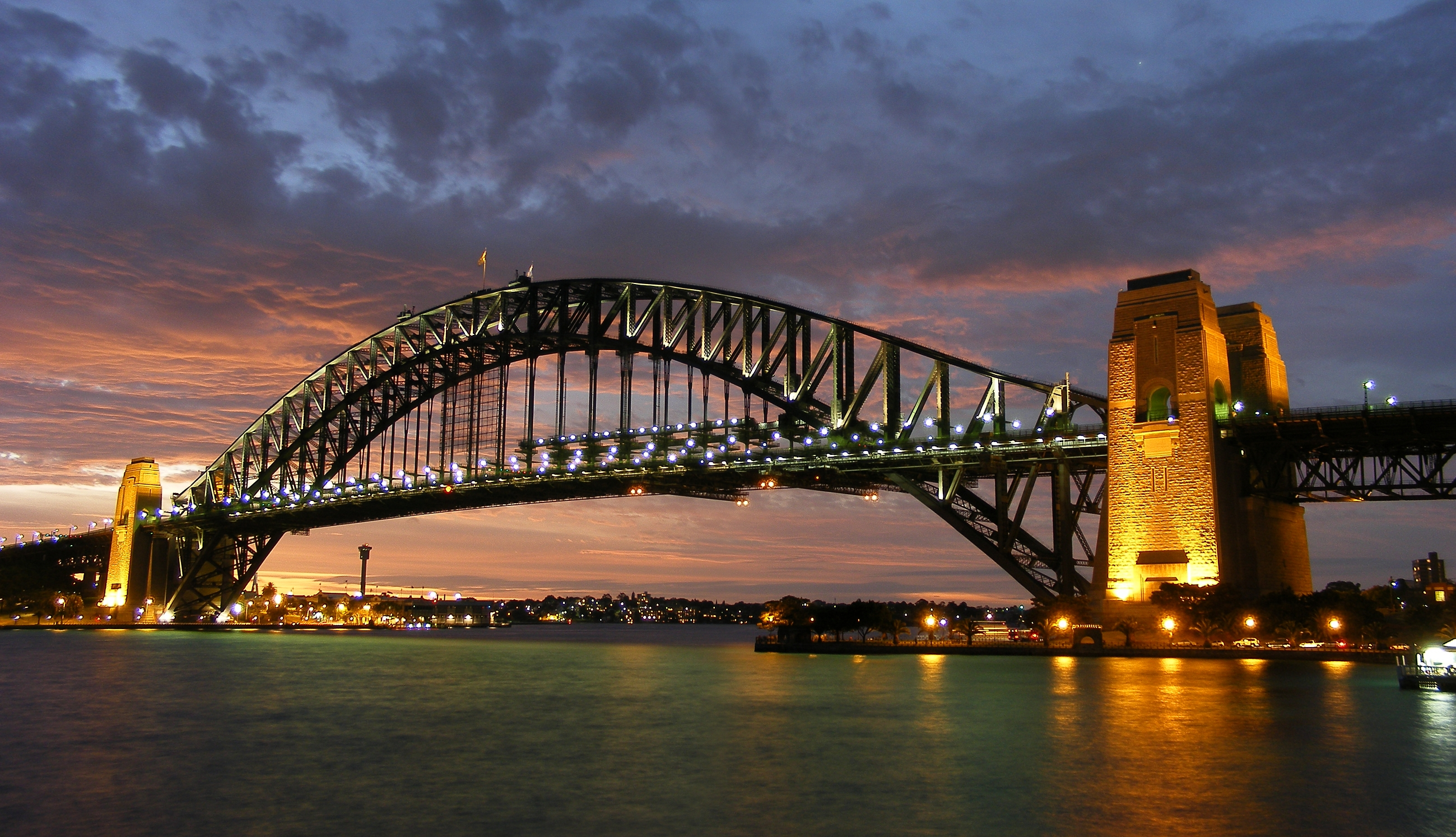
الهاربر بريدج

عاصفة رملية هبت على جسر ميناء سيدني عام 2009م

## البناء
يقع الطرف الجنوبي من الجسر في منطقة داوس بوينت في منطقة ذا روكس، والطرف الشمالي في ميلسونز بوينت في المنطقة السفلى من الساحل الشمالي. هناك ستة مسارات لحركة المرور على الطريق الرئيسي، بالإضافة إلى مسارين إضافيين لحركة المرور على الجانب الشرقي، وباستخدام ممرات كانت سابقا تستخدم للترام. بجانب حركة المرور على الطرق، يوجد ممر خاص بالمشاة على طول الجانب الشرقي من الجسر، كما يوجد طريق مخصص لاستخدام الدراجات الهوائية على طول الجانب الغربي فقط؛ بين الطريق الرئيسي وطريق الدراجات الهوائية الغربي يقع خط سكة حديد الساحل الشمالي.
يعرف الطريق الرئيسي عبر الجسر باسم طريق برادفيلد السريع ويبلغ طوله نحو 2.4 كيلومتر (1.5 ميل)، ما يجعله واحدًا من أقصر الطرق السريعة في أستراليا.

## خلفية تاريخية
كان هناك خطط لبناء جسر في عام 1815، عندما اقترح المدان والمهندس المعماري الشهير فرانسيس غرينواي على الحاكم لاكلان ماكواري بناء جسر من الشمال إلى الساحل الجنوبي للميناء. في عام 1825، كتب غرينواي رسالة إلى صحيفة «ذا أستراليان» آنذاك يذكر فيها أن هذا الجسر «يعطي فكرة عن القوة والعظمة التي تعكس الفضل والمجد للمستعمرة والبلد الأم».
لم تثمر اقتراحات غرينواي بشيء، ولكن الفكرة ظلت قائمة، وقُدّمت العديد من الاقتراحات الأخرى أثناء القرن التاسع عشر. في عام 1840، اقترح المهندس البحري روبرت بريندلي بناء جسر عائم. أنتج المهندس بيتر هندرسون واحدة من أقدم الرسومات المعروفة لجسر عبر الميناء نحو عام 1857. في عام 1879، اقترح إنشاء جسر جملوني، وبعدها بسنة اقترح جسرًا عالي المستوى يقدر بـ 850,000 دولار.
في عام 1900، التزمت حكومة لين ببناء محطة جديدة للسكك الحديدية المركزية ونظمت مسابقة عالمية لتصميم وبناء جسر للموانئ. قدم المهندس نورمان سيلف تصميمًا لجسر معلق وفاز بالجائزة الثانية البالغة 500 جنيه إسترليني. في عام 1902، عندما أصبحت نتيجة المنافسة الأولى غارقة في الجدال، فاز سيلف بمنافسة ثانية مباشرة، حيث صمّم جسرًا من كابولة فولاذية. مجلس الاختيار كان متفقا عليه بالإجماع، معلّقًا على أن الخطوط الهيكلية صحيحة" بيد أنه بسبب الانكماش الاقتصادي وتغيّر الحكومة في عام 1904 وانتخابات ولاية نيو ساوث ويلز، لم يبدأ بناء الجسر.
في عام 1922، اقترح إرنست ستوي جسرًا ثلاثيًا فريدًا، مع وصلات في بولز هيد، وميلرز بوينت، وبالمان ببرج تذكاري ومحور في جزيرة جوت.

### التخطيط
في عام 1914، عُيّن جون برادفيلد «كبير مهندسي جسر سيدني هاربور ومتروبوليتان للسكك الحديدية»، وكان عمله في المشروع على مدى سنوات عديدة قد ورّثه وصف «الأب» للجسر. كان تفضيل برادفيلد في ذلك الوقت لجسر كابولي من دون ركائز، وفي عام 1916، وافق المجلس التشريعي في نيو ساوث ويلز على مشروع قانون لمثل هذا البناء، إلا أنه لم يتم المضي قدمًا في ذلك بسبب رفض المجلس التشريعي لسن القرار على أساس أن الأموال ستنفق بشكل أفضل على الحرب.
بعد الحرب العالمية الأولى، عادت إلى الواجهة بقوّة خطط لبناء الجسر من جديد. واصل ودأب برادفيلد على المشروع، مستعرضًا تفاصيل المواصفات والتمويل لمقترحه المتعلق بالجسر الكابولي، وفي عام 1920 سافر إلى الخارج للبحث وفحص العطاءات. قرر برادفيلد عند عودته من رحلاته أن التصميم المقوّس سيكون مناسبًا أيضًا، وأعد هو ومسؤولون من إدارة الأشغال العامة في نيو ساوث ويلز تصميمًا عامًّا لجسر منفرد استنادًا إلى تصميم جسر هيل جيت في مدينة نيويورك. في عام 1922، أقرت الحكومة قانون جسر ميناء سيدني رقم 28، الذي يحدد بناء جسر عابر رفيع المستوى أو جسر قوسي عابر للميناء بين داوز بوينت وميلسونز بوينت، إلى جانب بناء الوصلات اللازمة وخطوط السكك الحديدية الكهربائية، ودعت إلى تقديم عطاءات عالميّة للمشروع.